# Збірна Сербії та Чорногорії з хокею із шайбою
Збірна Сербії та Чорногорії з хокею із шайбою — збірна, яка представляла Союзну Республіку Югославія (1994—2002 року) та Сербію та Чорногорію (2002—2006 роки) на міжнародних змаганнях. Ця збірна була правонаступником збірної Югославії та попередником збірної Сербії.

## Чемпіонат світу
- 1995 — 8-е місце (група С)
- 1996 — 2-е місце (група D)
- 1997 — 4-е місце (група D)
- 1998 — 6-е місце (група С)
- 2000 — 8-е місце (група С)
- 2001 — 3-є місце Дивізіон IIB
- 2002 — 2-е місце Дивізіон IIB
- 2003 — 2-е місце Дивізіон IIA
- 2004 — 2-е місце Дивізіон IIB
- 2005 — 2-е місце Дивізіон IIB
- 2006 — 4-е місце Дивізіон IIA